# The Candy Shop
The Candy Shop é um curta-metragem norte-americano de 2010, no gênero drama e fantasia. Dirigido por Brandon McCormick, o curta é um conto de fadas feito para conscientizar as pessoas do tráfico e abuso infantil em Atlanta, o filme tem em seu elenco Doug Jones e Kyla Deaver como estrelas principais.

## Sinopse

A personagem Hope, interpretada por Kyla Deaver, ela é uma simbologia da ingenuidade e a infância representada nesse curta-metragem.

No seu novo emprego de vendedor de jornal Jimmy Balcom é um Deus. uma criança trabalhandora para ajudar a família sobreviver durante a depressão. Mas então, Jimmy descobre o que está acontecendo algo na loja de doces na rua. E ele é confrontado com uma escolha que uma criança de doze anos de idade nunca deveria encarar. Dando a sua família uma vida melhor, ou manter sua alma.

## Elenco
- Doug Jones como Dono da loja de doces
- Mattie Liptak como Jimmy Balcom
- Abigail Monet como Nancy
- Ron Prather como Sr. Patroni
- Kyla Deaver como Hope
- Jackson Walker como Homem de chapéu
- Mark Ashworth como Policial
- Maggie Thurmon

## Prêmios e indicações
| Ano  | Premiação                       | Categoria                | Trabalho          | Resultado | Ref. |
| ---- | ------------------------------- | ------------------------ | ----------------- | --------- | ---- |
| 2011 | Casting Society of America, USA | Melhor direção de elenco | Mark Fincannon    | Indicado  |      |
| 2011 | Heartland Film Festival         | Melho curta-metragem     | Brandon McCormick | Venceu    |      |